# Municipalità di Waratah-Wynyard
La municipalità di Waratah-Wynyard è una delle 29 local government areas che si trovano in Tasmania, in Australia. Essa si estende su di una superficie di 1 187 chilometri quadrati ed ha una popolazione di 13.815 abitanti. La sede del consiglio si trova a Wynyard.